# Wojciech Węgrzynowski
Wojciech Węgrzynowski z Borzymia herbu Rogala (zm. przed 10 października 1557 roku) – podsędek ziemski wyszogrodzki w 1553 roku.
Poseł na sejm krakowski 1553 roku z ziemi wyszogrodzkiej.